# Eleazar e Mattan

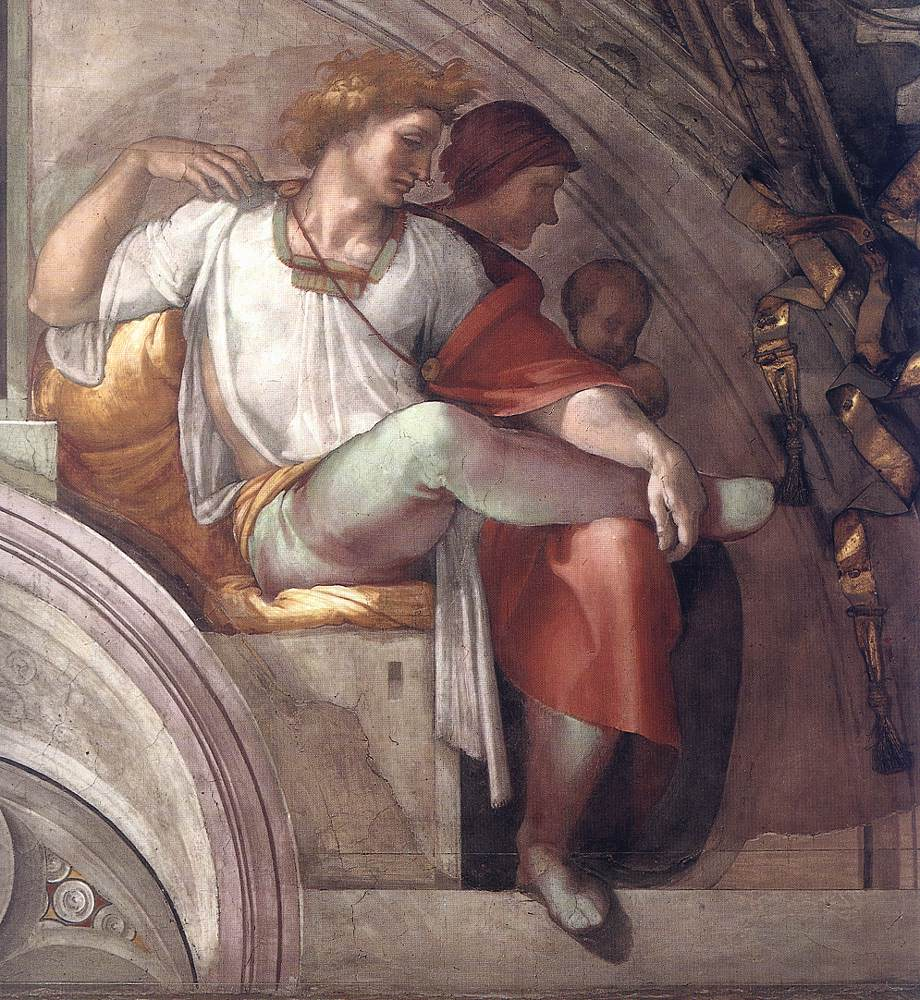
Dettaglio

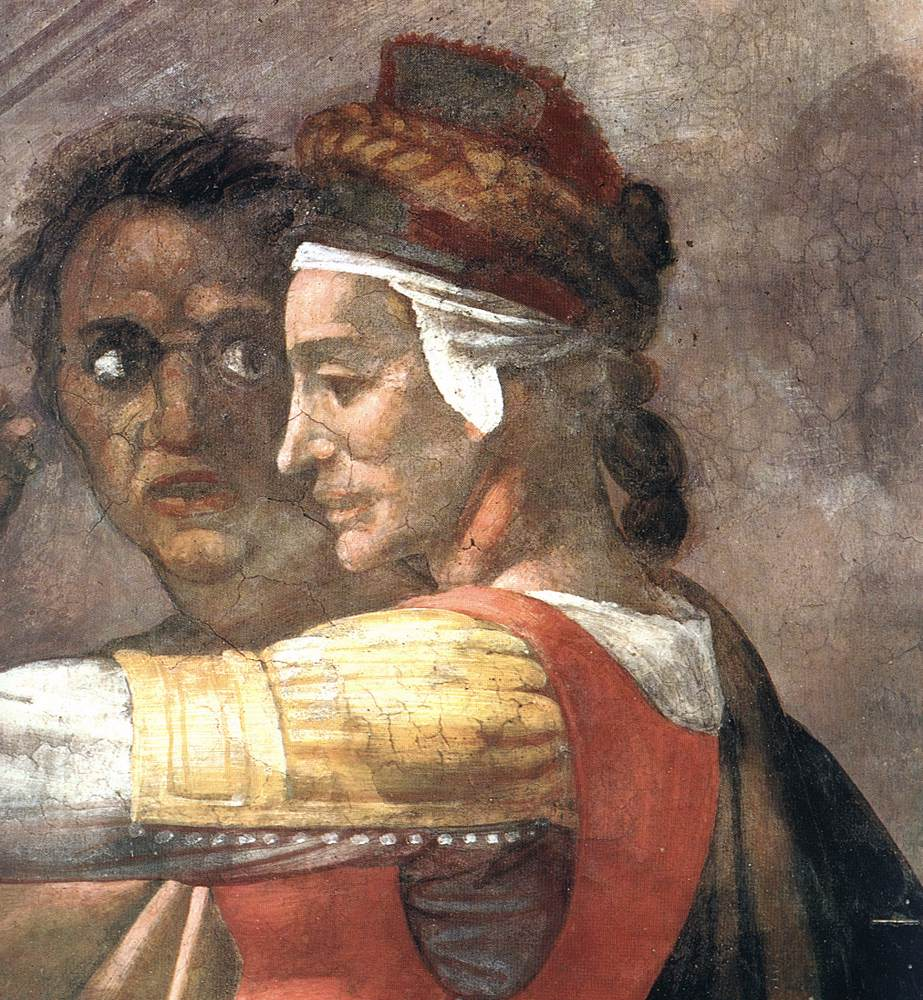
Dettaglio

La lunetta di Eleazar e Mattan venne affrescata da Michelangelo Buonarroti nel 1508 circa e fa parte della decorazione della parete di fondo della Cappella Sistina nei Musei Vaticani a Roma. Venne realizzata nell'ambito dei lavori alla decorazione della volta, commissionata da Giulio II.

## Storia
Le lunette, che contengono la serie degli Antenati di Cristo, furono realizzate, come il resto degli affreschi della volta, in due fasi, a partire dalla parete di fondo, opposta all'altare. Gli ultimi episodi da un punto di vista cronologico delle storie narrate furono quindi le prime a venire dipinte. Nell'estate del 1511 doveva essere terminata la prima metà della Cappella, richiedendo lo smontaggio del ponteggio e la sua ricostruzione nell'altra metà. La seconda fase, avviata nell'ottobre 1511 terminò un anno dopo, appena in tempo per la scopertura del lavoro la vigilia di Ognissanti del 1512.
Tra le parti più annerite della decorazione della cappella, le lunette furono restaurate con risultati stupefacenti entro il 1986.
La lunetta di Eleazar e Mattan fu probabilmente la prima ad essere dipinta da Michelangelo e da essa avviarono i restauri con la recente pulitura.

## Descrizione e stile
Le lunette seguono la genealogia di Cristo del Vangelo di Matteo. Eleazar e Mattan erano i penultimi progenitori prima di quella con gli antenati più diretti, Giacobbe e Giuseppe, e si trova, dando le spalle all'altare, a sinistra sulla parete di fondo. La finestra che taglia la base è in questo caso semplicemente dipinta. 
La lunetta è organizzata con un gruppo di tre figure su ciascuna metà, intervallato dal tabellone con i nomi dei protagonisti scritto in capitali romane: "ELEAZAR / MATHAN".
Eleazar, padre di Mattan, è per lo più identificato nel giovane di destra, con la testa di profilo e lo sguardo assorto. Il busto è ruotato verso lo spettatore, la gamba destra accavallata, il braccio destro sollevato a toccare la spalla, mentre quello sinistro è disteso e appoggiato sulla caviglia della gamba piegata. La sua camicia bianca è aperta sul fianco ed ha lo scollo bordato di verde, mentre le brache sono color verde-mela con riflessi cangianti violacei. Un mantello rosso, mollemente allacciato, ricade sulla spalla e la gamba sinistra. Nella sua figura sono stati rilevati due pentimenti, nel profilo del volto e nell'altezza della spalla sinistra. Dietro di lui si scorgono le teste di una donna, con un copricapo scuro, e di un bambino. 
La parte sinistra della lunetta mostra Mattan che emerge dallo sfondo con un'espressione di stupore o apprensione verso la moglie in primo piano, molto mascolina, che gioca col figlio Giacobbe afferrandolo con le braccia tese. Molto curato è il suo abbigliamento, dal corpetto allacciato sotto il braccio alla corta sottomanica gialla, fino al copricapo (di foggia maschile, usato soprattutto dagli Armeni a Venezia) e l'acconciatura. Lungo il sedile di pietra pendono una chiave e un sacchetto di monete attaccati a una cordicella. Qui si vede il restauro fatto, per la caduta di una parte dell'intonaco, al tempo di Pio IV e Gregorio XIII: i toni scuri dimostrano come già a cinquant'anni circa dal compimento gli affreschi fossero già notevolmente offuscati.
Notevole è il risalto plastico e la contrapposizione nelle pose dei personaggi in primo piano, studiate per creare un effetto di variazione: a sinistra lo schema è più rigido e statico, a destra più sciolto e dinamico.
La finitura di questa lunetta è maggiore di quelle successive e la tonalità chiara del rosa violaceo dello sfondo venne attenuata nelle scene successive.